# Myopias
Myopias là một chi kiến.

## Loài
- Myopias amblyops Roger, 1861
- Myopias bidens (Emery, 1900)
- Myopias breviloba (Wheeler, 1919)
- Myopias castaneicola (Donisthorpe, 1938)
- Myopias chapmani Willey & Brown, 1983
- Myopias concava Willey & Brown, 1983
- Myopias crawleyi (Donisthorpe, 1941)
- Myopias cribriceps Emery, 1901
- Myopias delta Willey & Brown, 1983
- Myopias densesticta Willey & Brown, 1983
- Myopias emeryi (Forel, 1913)
- Myopias gigas Willey & Brown, 1983
- Myopias hollandi (Forel, 1901)
- Myopias julivora Willey & Brown, 1983
- Myopias kuehni (Forel, 1902)
- Myopias latinoda (Emery, 1897)
- Myopias levigata (Emery, 1901)
- Myopias lobosa Willey & Brown, 1983
- Myopias loriai (Emery, 1897)
- Myopias maligna (Smith, 1861)
- Myopias mandibularis (Crawley, 1924)
- Myopias mayri (Donisthorpe, 1932)
- Myopias media Willey & Brown, 1983
- Myopias modiglianii (Emery, 1900)
- Myopias nops Willey & Brown, 1983
- Myopias philippinensis (Menozzi, 1925)
- Myopias punctigera (Emery, 1901)
- Myopias ruthae Willey & Brown, 1983
- Myopias santschii (Viehmeyer, 1914)
- Myopias tasmaniensis Wheeler, 1923
- Myopias tenuis (Emery, 1900)
- Myopias trumani (Donisthorpe, 1949)
- Myopias xiphias (Emery, 1900)